# Línea 501 (Moreno)
La línea 501 es una línea monopólica de colectivo municipal del partido de Moreno, provincia de Buenos Aires, Argentina. Es operada por Transportes La Perlita S.A.

## Historia
El 23 de octubre de 1963, un grupo de conductores de una empresa de transporte que pasaba por los alrededores del partido de Moreno decidió unirse y crear Transportes La Perlita. 
El primer recorrido unía la estación ferroviaria de Moreno con el barrio La Perlita (diminutivo de "Perla", nombre de la hija del propietario de las tierras loteadas que dio origen al barrio) cuya empresa tomó su nombre obteniendo así la concesión municipal como línea 6. 
Desde 1964 en adelante, la empresa fue sumando nuevos socios a medida que los barrios se urbanizaban. 
En 1970 instalan un playón y oficinas administrativas en el centro de la ciudad de Moreno. Con el paso del tiempo, llegó a extender su servicio a barrios lindantes con la Ruta Provincial 23 (ex Ruta Nacional 202). 
En 1975, como parte del proceso de reordenamiento de concesiones sobre el Transporte Metropolitano en Buenos Aires, la línea 6 pasa a ser renombrada como líneas 311 (de concesión provincial) y 501 (de concesión municipal). Esta primera, tenía un ramal que llegaba hasta el barrio Santa Brígida del entonces Partido de General Sarmiento (hoy Partido de San Miguel). 
En la década de 1980, mudan sus oficinas administrativas a Avenida Gaona 5902, a metros de la Ruta Provincial 23. Llega a extender su servicio a localidades como La Reja, Paso del Rey y Trujui norte. A fines de la década, llega a la Ruta Provincial 25 y a la localidad de Cuartel V. 
A mediados de la década de 1990, nace una competencia en sus recorridos por la Ruta Provincial 25 y la localidad de Cuartel V… la mutual El Colmenar quien llegó para adueñarse de sus pasajeros pero eso no permitió que Transportes La Perlita se desprendiese de su servicio. 
La crisis del 2001 puso en jaque a la empresa que debió tomar decisiones arriesgadas, como la de introducir unas decenas de minibuses Mercedes-Benz LO 814 y algunos usados de la serie LO 1114 y OF 1214 provenientes de otras empresas. 
En 2002, se le otorga los recorridos de la Empresa Mariano Moreno (los que algunos consideraron como la eterna rival de Transportes La Perlita por realizar trayectos similares a las localidades de La Reja y Paso del Rey). No logró sobreponerse a la crisis, cedió las líneas 288  y 503  y un playón con mayores dimensiones ubicado en el barrio Rififi. 
En 2004, quiebra el Expreso Merlo Norte por no sobrevivir a la crisis que lo venía golpeando hace años. Transportes La Perlita se convierte en la acreedora de las líneas 312, 329 y 505 acompañado de algunos materiales rodantes que uso dicha empresa y suma otras provenientes de empresas como 4 de Septiembre, Transportes Almirante Brown, ECOTRANS y las platenses Transportes La Unión y Transportes 19 de Noviembre, entre otras, para abastecer con el servicio de pasajeros. Gracias a eso, logra llegar hasta el Partido de Ituzaingó. 
En 2005, cae un gigante del transporte urbano: Transportes Automotores Lujan (conocida como "La Lujanera"). Era prestataria de las líneas 52 y 422. Transportes La Perlita se hizo cargo de un corto tramo de dicha empresa que unía las estaciones ferroviarias de Moreno y General Rodríguez nombrándola como ramal 35. En 2006, crea un recorrido para la línea 422 que une el trayecto de la línea 312 (Ituzaingó - Moreno) con el ramal 35 (Moreno - General Rodríguez) nombrándola como ramal 01. 
Entre los años 2008 y 2009, el gobierno municipal de Moreno le quita la circulación a las mutuales El Colmenar y Cooperativa Cuartel V por prestar servicios con material rodante que carecían de mantenimiento. Dichos recorridos son cedidos a Transportes La Perlita y se convertiría así en la prestataria de todos los servicios barriales del Partido de Moreno creando un monopolio. En ese lapso renueva su parque automotor con Mercedes-Benz OF 1417, que en su mayoría, eran provenientes de la empresa rosarina Rosario Bus. 
Finalmente en 2013, el gobierno municipal de General Rodríguez le revoca la licencia a Transportes El Nuevo Ceibo, prestataria de la línea 500, y le cede sus recorridos a Transportes La Perlita disponiendo de un servicio de emergencia prestado por algunos materiales rodantes ya descartados de su empresa hasta poder incorporar los nuevos 0 KM. 
Actualmente, la línea 501 engloba el transporte a todos los barrios del Partido de Moreno divididos en 40 ramales respectivamente.

## Ramales
La mayoría de los ramales parte desde la estación Moreno
Línea 501
- Ramal 1- La Perlita X M. del Bueno
- Ramal 2- Mi Barrio X L. de la Torre
- Ramal 4- Moreno - Villa Zapiola - Paso del Rey (ex Línea 505)
- Ramal 5- Moreno - La Victoria
- Ramal 6- Cortejarena - Moreno
- Ramal 7- Barrio San Carlos 2
- Ramal 8- Lomas x Victorica
- Ramal 9- Las Catonas - Pfizer
- Ramal 10- Arco de Güemes X Falcón
- Ramal 11- Reja Grande
- Ramal 12- Altos del Monte - Asuncion
- Ramal 14- Lomas X España
- Ramal 15- Moreno - La Victoria
- Ramal 16- Villa Anita - Moreno
- Ramal 17- Las Flores
- Ramal 18- Lafinur X Martin Fierro
- Ramal 19- Villa Nueva
- Ramal 21- Barrio San Carlos - Cruce Castelar - Villa Nueva
- Ramal 22- La Providencia
- Ramal 23- Barrio Namucurá
- Ramal 24- Barrio San Carlos
- Ramal 26- Reja Chica - Don Pedro - Atalaya (ex Línea 503)
- Ramal 26- Los Robles (ex Línea 503)
- Ramal 27- Barrio Manantiales
- Ramal 29- Lomas de Mariló
- Ramal 30- Rififí (ex Línea 503)
- Ramal 31- Lomas de Casasco (ex Línea 503)
- Ramal 32- Frigorífico Mariano Moreno (ex Línea 503)
- Ramal 33- Minguillón - Villa Salas (ex Línea 503)
- Ramal 34- Carrefour - Saenz Peña (ex Línea 503)
- Ramal 36- Las Catonas X Gaona (ex Línea 503)
- Ramal 37- Paso del Rey X Holy (ex Línea 503)
- Ramal 38- X Pastorini
- Ramal 40- San Enrique X Reja Gde. -
- Ramal 41- Parque Industrial La Reja
- Ramal 42- Moreno - ENET Nº1 - Cce. Castelar -
- Ramal 43- Casco X Ruta 25 / Rotonda-R24 (ex El Colmenar)
- Ramal 44- Asunción -- Rta. 23 -- Graham Bell --  (Ex Cooperativa Cuartel V)

### 501-1: Moreno - Bº La Perlita
- por Marcos del Bueno

Ida: Desde España y Av. Alcorta. España, Córdoba, Av. del Libertador, Marcos del Bueno, Ecuador, México, Honduras.
Regreso: Nicaragua, Ecuador, Lisandro de la Torre, Av. del Libertador. Hasta Av. del Libertador y Tucumán.

### 501-2: Moreno - Bº La Perlita
- por Lisandro de la Torre

Ida: Desde España y Av. Alcorta. España, Córdoba, Av. del Libertador, Lisandro de la Torre, Ecuador, Nicaragua.
Regreso: Honduras, México, Ecuador, México, Av. del Libertador. Hasta Av. del Libertador y Tucumán.

### 501-4: Moreno - Paso del Rey
- por Bº Bongiovanni

Ida: Desde Av. Alcorta y España. Av. Alcorta, Uruguay, Av. Bartolomé Mitre, España, Colectora Sur (Acceso Oeste), Alejandro Graham Bell, Maipú, Almte. Brown, Gral. Manuel Belgrano, Esteban Bongiovanni, Quilmes, Int. Emilio Gnecco, Padre Varvello, Av. Gral. José María Zapiola, Int. Dastugue, Morón, Eugenia Ottone de Asconape, Soldado Roberto D'Errico, 25 de Mayo. Hasta 25 de Mayo y Av. Alcorta.
Regreso: Desde Av. Alcorta y 25 de Mayo. Av. Alcorta, Eugenia Ottone de Asconape, Soldado Roberto D'Errico, Eugenia Ottone de Asconape, Morón, Int. Dastugue, Alejandro Graham Bell, Lucía Rueda, Almte. Brown, Int. Dastugue, Av. Gral. José María Zapiola, Padre Varvello, Int. Emilio Gnecco, Quilmes, Esteban Bongiovanni, Gral. Manuel Belgrano, Almte. Brown, Maipú, Alejandro Graham Bell, Colectora Norte (Acceso Oeste), Av. del Libertador. Hasta Av. del Libertador y Tucumán.

### 501-5: Moreno - Bº Indaburu
- por Bº La Victoria

Ida: Desde España y Av. Alcorta. España, Córdoba, Av. del Libertador, Shakespeare.
Regreso: Lafinur, Segurola, Ricardo Gutiérrez, Hugues, Ecuador, México, Paraguay, Colombia, Martín Fierro, Av. Darwin Passaponti, Av. Victorica, Alsina, Av. del Libertador, Independencia, Gral. Manuel Belgrano. Hasta Gral. Manuel Belgrano y Av. Bartolomé Mitre.

### 501-6: Moreno - Bº Cortejarena
- por Güemes

Ida: Desde España y Av. Alcorta. España, Viamonte, Molina Campos, Gral. Martín Miguel de Güemes, Belisario Roldán, Crisólogo Larralde, Av. Alfonsina Storni, Islas Malvinas, Juan Cruz Varela, Federico García Lorca, Cuyo, Diag. Nápoles, Sófocles, Jerónimo Luis de Cabrera. Hasta Jerónimo Luis de Cabrera y José Miró.
Regreso: Jerónimo Luis de Cabrera, Sófocles, Diag. Nápoles, Cuyo, Federico García Lorca, Juan Cruz Varela, Islas Malvinas, Av. Alfonsina Storni, Crisólogo Larralde, Belisario Roldán, Gral. Martín Miguel de Güemes, Molina Campos, Av. del Libertador. Hasta Av. del Libertador y Tucumán.

### 501-7: Moreno - Bº San Carlos II
Ida: Desde España y Av. Alcorta. España, Córdoba, Av. del Libertador, Atalaya, Casimiro José Davaine, Félix de Azara, 8 de Marzo.
Regreso: Félix de Azara, Casimiro José Davaine, Atalaya, Av. del Libertador, Independencia, Gral. Manuel Belgrano. Hasta Gral. Manuel Belgrano y Av. Bartolomé Mitre.

### 501-8: Moreno - Bº Lomas de Moreno
- por Victorica

Ida: Desde Av. Bartolomé Mitre y Av. del Libertador. Av. Bartolomé Mitre, Av. Victorica, Av. Darwin Passaponti, Gral. Aráoz de Lamadrid, Pedro Agote, Enrique Dunant, Ricardo Rojas, Gral. Villegas.
Regreso: Alfonsina Storni, Nicaragua, Ricardo Rojas, Enrique Dunant, Pedro Agote, Gral. Aráoz de Lamadrid, Av. Darwin Passaponti, Av. Victorica, Av. Bartolomé Mitre, Bernardino Rivadavia. Hasta Bernardino Rivadavia y Av. Francisco Piovano.

### 501-9: Moreno - Bº Pfizer
- por Complejo Las Catonas

Ida: Desde España y Av. Alcorta. España, Córdoba, Av. del Libertador, Roma, Stephenson, 2 de Abril.
Regreso: República Dominicana, Diag. Alejandro Volta, Leonardo Da Vinci, Stephenson, Roma, Tte. Manuel Félix Origone, Chuquisaca, Av. del Libertador, Independencia, Gral. Manuel Belgrano. Hasta Gral. Manuel Belgrano y Av. Bartolomé Mitre.

### 501-10: Moreno - Bº Güemes
Ida: Desde Int. Nemesio Álvarez y Av. Bartolomé Mitre. Int. Nemesio Álvarez, Tucumán, Bernardino Rivadavia, Av. Bartolomé Mitre, Paysandú, Av. Francisco Piovano, Av. Gral. San Martín, Fray Mamerto Esquiú, Av. Gral. San Martín, Semana de Mayo, Int. Luis Tulissi, Av. Cnel. Ramón Falcón, Av. Gral. San Martín, Av. de las Montoneras.
Regreso: Vidt, El Quijote, Pilar, Av. Cnel. Ramón Falcón, Int. Luis Tulissi, Semana de Mayo, Av. Gral. San Martín, Fray Mamerto Esquiú, Av. Gral. San Martín, Av. Francisco Piovano, Martín Fierro, Av. Bartolomé Mitre, Bernardino Rivadavia. Hasta Bernardino Rivadavia y Av. Francisco Piovano.

### 501-11: Moreno - Bº Reja Grande
- por Colectora Acceso Oeste

Ida: Desde España y Av. Alcorta. España, Córdoba, Domingo Faustino Sarmiento, Av. Victorica, Colectora Norte (Acceso Oeste), La Rioja, Victorino de la Plaza, Garibaldi, Calderón de la Barca. Hasta Calderón de la Barca y Gral. Savio.
Regreso: Calderón de la Barca, Garibaldi, Victorino de la Plaza, La Rioja, Colectora Norte (Acceso Oeste), Belisario Roldán, Colectora Sur (Acceso Oeste), Av. del Libertador. Hasta Av. del Libertador y Tucumán.

### 501-12: Moreno - Paso del Rey
- por Bº Asunción

Ida: Desde Av. Alcorta y España. Av. Alcorta, Uruguay, Viamonte, Bouchard, W. Scott, San Juan Bautista, Vicente López y Planes, Gral. Guido, Remedios de Escalada de San Martín, Concordia, Facundo Quiroga, Santa Fe, Pío XII, Independencia, 25 de Mayo. Hasta 25 de Mayo y Av. Alcorta.
Regreso: Desde Av. Alcorta y 25 de Mayo. Av. Alcorta, Eugenia Ottone de Asconape, Soldado Roberto D'Errico, Pío XII, Santa Fe, Facundo Quiroga, Concordia, Remedio de Escalada de San Martín, Gral. Guido, Vicente López y Planes, San Juan Bautista, W. Scott, Bouchard, Chiclana, Gral. Manuel Belgrano, Bulevar Evita, Av. del Libertador. Hasta Av. del Libertador y Tucumán.

### 501-14: Moreno - Bº Lomas de Moreno
- por España

Ida: Desde Av. Bartolomé Mitre y Av. del Libertador. Av. Bartolomé Mitre, Int. Nemesio Álvarez, Alsina, Laprida, España, Córdoba, Colectora Norte (Acceso Oeste), Av. Darwin Passaponti, Gral. Aráoz de Lamadrid, Pedro Agote, Enrique Dunant, Ricardo Rojas, Gral. Villegas.
Regreso: Alfonsina Storni, Nicaragua, Ricardo Rojas, Enrique Dunant, Pedro Agote, Gral. Araoz de Lamadrid, Av. Darwin Passaponti, Av. Victorica, Colectora Sur (Acceso Oeste), Av. del Libertador. Hasta Av. del Libertador y Tucumán.

### 501-15: Moreno - Bº Indaburu
- por Bº San José

Ida: Desde España y Av. Alcorta. España, Santos Vega, Domingo Faustino Sarmiento, Av. Victorica, Colombia, Paraguay, Marcos del Bueno, Ecuador, Hugues, Ricardo Gutiérrez, Segurola, Lafinur.
Regreso: Shakespeare, Av. del Libertador, Independencia, Gral. Manuel Belgrano. Hasta Gral. Manuel Belgrano y Av. Bartolomé Mitre.

### 501-16: Moreno - Bº Cortejarena
- por Bº Villa Anita

Ida: Desde España y Av. Alcorta. España, Viamonte, Molina Campos, Bernardino Rivadavia, Bulevar Evita, Libertad, Soldado Marcelo Toledo, Gral. Martín Miguel de Güemes, Belisario Roldán, Crisólogo Larralde, Av. Alfonsina Storni, Leopoldo Lugones, Cuyo, Diag. Nápoles, Sófocles, Jerónimo Luis de Cabrera. Hasta Jerónimo Luis de Cabrera y José Miró.
Regreso: Jerónimo Luis de Cabrera, Sófocles, Diag. Nápoles, Cuyo, Leopoldo Lugones, Av. Alfonsina Storni, Crisólogo Larralde, Belisario Roldán, Gral. Martín Miguel de Güemes, Soldado Marcelo Toledo, Libertad, Bulevar Evita, Av. del Libertador. Hasta Av. del Libertador y Tucumán.

### 501-17: Moreno - Bº Los Mirasoles
- por Bº Las Flores

Ida: Desde España y Av. Alcorta. España, Córdoba, Av. del Libertador, Demóstenes, Niceto Vega, Santa Rosa, Montgolfier. 
Regreso: Gral. Martín de Gainza, Niceto Vega, Demóstenes, Av. del Libertador, Independencia, Gral. Manuel Belgrano. Hasta Gral. Manuel Belgrano y Av. Bartolomé Mitre.

### 501-18: Moreno - Bº La Perla
- por Martín Fierro

Ida: Desde España y Av. Alcorta. España, Córdoba, Colectora Norte (Acceso Oeste), Av. Darwin Passaponti, Martín Fierro, Nicaragua, Ecuador, Lisandro de la Torre, Alfonsina Storni, Zárate, Diego de Villarroel.
Regreso: Costa Rica, Alfonsina Storni, Lisandro de la Torre, Ecuador, Nicaragua, Martín Fierro, Av. Darwin Passaponti, Av. Victorica, Colectora Sur (Acceso Oeste), Av. del Libertador. Hasta Av. del Libertador y Tucumán.

### 501-19: Cruce Castelar - Bº Villanueva
Ida: Desde Av. del Libertador y Bernardo Caveri. Av. del Libertador, Dr. Ignacio Pirovano, Enrique Larreta, Ceferino Namuncurá, Juan Stefani.
Regreso: San Emilio, Belisario Roldán, Albert Einstein, Enrique Larreta, Dr. Ignacio Pirovano, Esteban Echeverría, Aeronáutica Argentina, Manuel Gálvez, Bernardo Caveri. Hasta Bernardo Caveri y Av. del Libertador.

### 501-21: Moreno - Bº Villanueva
- por Bº Cuatro Vientos - Cruce Castelar

Ida: Desde España y Av. Alcorta. España, Córdoba, Av. del Libertador, Atalaya, Casimiro José Davaine, Ricardo Gutiérrez, Andinos, Av. del Libertador, Giacomo Puccini, Echeverría, Aeronáutica Argentina, Manuel Gálvez, Bernardo Caveri, Av. del Libertador, Dr. Ignacio Pirovano, Enrique Larreta, Albert Einstein, Belisario Roldán, San Emilio.
Regreso: Juan Stefani, Ceferino Namuncurá, Enrique Larreta, Dr. Ignacio Pirovano, Echeverría, Aeronáutica Argentina, Manuel Gálvez, Bernardo Caveri, Av. del Libertador, Andinos, Ricardo Gutiérrez, Casimiro José Davaine, Atalaya, Av. del Libertador, Independencia, Gral. Manuel Belgrano. Hasta Gral. Manuel Belgrano y Av. Bartolomé Mitre.

### 501 R22: La Providencia
Circuito
Desde Int. Nemesio Álvarez entre Av. Bartolomé Mitre (Ruta Prov. 7) y Tucumán por Tucumán - Martin Fierro - Av. Bartolomé Mitre (Ruta Prov. 7) - Paysandú - Av. Piovano (Ruta Prov. 7) - Av. Gral. San Martín (Ruta Prov. 7) - Tiradentes - La Yerra - La Providencia - Av. Gral. San Martin (Ruta Prov. 7) - Semana de Mayo - Av. Nemesio Álvarez - Managua - Sanabria - Semana de Mayo - Tasso - Manuel de Falla - Petrarca - Av. Piovano (Ruta Prov. 7) - Martín Fierro - Av. Bartolomé Mitre (Ruta Prov. 7) - Rivadavia. 

### 501-23: Moreno - Bº Namuncurá
- por Ruta 24

Ida: Desde España y Av. Alcorta. España, Santos Vega, Domingo Faustino Sarmiento, Av. Victorica, Av. Darwin Passaponti, Ruta Provincial 24, Av. Derqui, Pedro de Somellera.
Regreso: Dr. Quirno Costa, La Escultura, Av. Derqui, Ruta Provincial 24, Av. Darwin Passaponti, Av. Victorica, Alsina, Av. del Libertador. Hasta Av. del Libertador y Tucumán.

### 501-24: Moreno - Bº Parque San Carlos
Ida: Desde Int. Nemesio Álvarez y Av. Bartolomé Mitre. Int. Nemesio Álvarez, Tucumán, Bernardino Rivadavia, Av. Bartolomé Mitre, Paysandú, Av. Francisco Piovano, Av. Gral. San Martín, Semana de Mayo, Diario La Nación, Av. Cnel. Ramón Falcón, Int. Luis Tulissi. Hasta Int. Luis Tulissi y Cnel. Suárez.
Regreso: Int. Luis Tulissi, Av. Cnel. Ramón Falcón, Diario La Nación, Semana de Mayo, Av. Gral. San Martín, Av. Francisco Piovano, Martín Fierro, Av. Bartolomé Mitre. Hasta Bernardino Rivadavia y Av. Francisco Piovano.

### 501-26: Moreno - Bº Atalaya
- por Bº Altos de La Reja

Ida: Desde Av. Bartolomé Mitre e Int. Nemesio Álvarez. Av. Bartolomé Mitre, Paysandú, Av. Francisco Piovano, Alfonsina Storni, Av. Francisco Piovano, Rubén Darío, Pilcomayo, Mariano Moreno, Colombres, José María de Pereda, Iberá, Francisco Perito Moreno, Rubén Darío, Av. Beato Escrivá de Balaguer. Hasta Av. Beato Escrivá de Balaguer y Juan Bautista Ambrosetti. 
Regreso: Av. Beato Escrivá de Balaguer, Rubén Darío, Francisco Perito Moreno, Iberá, José María de Pereda, Colombres, Mariano Moreno, Pilcomayo, Rubén Darío, Av. Francisco Piovano, Av. Alfonsina Storni, Av. Francisco Piovano, Martín Fierro, Av. Bartolomé Mitre, Bernardino Rivadavia, Hasta Bernardino Rivadavia y Av. Francisco Piovano.

### 501-26: Moreno - Reserva Los Robles
- por Bº Altos de La Reja

Ida: Desde Av. Bartolomé Mitre e Int. Nemesio Álvarez. Av. Bartolomé Mitre, Paysandú, Av. Francisco Piovano, Alfonsina Storni, Av. Francisco Piovano, Rubén Darío, Pilcomayo, Mariano Moreno, Colombres, José María de Pereda, Iberá, Francisco Perito Moreno, Rubén Darío, Av. Beato Escrivá de Balaguer, Benito Juárez. Hasta Benito Juárez y Alberto Williams. 
Regreso: Benito Juárez, Av. Beato Escrivá de Balaguer, Rubén Darío, Francisco Perito Moreno, Iberá, José María de Pereda, Colombres, Mariano Moreno, Pilcomayo, Rubén Darío, Av. Francisco Piovano, Av. Alfonsina Storni, Av. Francisco Piovano, Martín Fierro, Av. Bartolomé Mitre, Bernardino Rivadavia, Hasta Bernardino Rivadavia y Av. Francisco Piovano.

### 501-27: Moreno - Bº Manantiales
- por Fahy

Ida: Desde Dr. Alberto Vera y Av. Alcorta. Dr. Alberto Vera, Claudio María Joly, Dr. Eduardo Asconape, Av. Alcorta, Av. Francisco Piovano, Reverendo Padre Fahy, Av. Beato Escrivá de Balaguer, Juan Bautista Ambrosetti, Blas Pascal.
Regreso: San Nicolás, Av. Beato Escrivá de Balaguer, Reverendo Padre Fahy, Av. Francisco Piovano, Julián Álvarez, Zeballos. Hasta Zeballos y Martínez Melo.

### 501-29: Moreno - Bº Mariló
- por Bº Villa Ángela

Ida: Desde España y Av. Alcorta. España, Córdoba, Av. del Libertador, Hernandarias, Sgto. Romero, Hernando de Magallanes, Galileo Galilei, Potosí, Maipú, Vicente Yáñez Pinzón, Lincoln, Hernando de Magallanes, Periodista Álvarez Pendas. Hasta Vicente Yáñez Pinzón.
Regreso: Vicente Yáñez Pinzón, Maipú, Potosí, Galileo Galilei, Hernando de Magallanes, Sgto. Romero, Hernandarias, Av. del Libertador, Independencia, Gral. Manuel Belgrano. Hasta Gral. Manuel Belgrano y Av. Bartolomé Mitre.

### 501-30: Moreno - Bº Rififi
- por Bº Aurora

Ida: Desde Dr. Alberto Vera y Av. Alcorta. Dr. Alberto Vera, Claudio María Joly, Dr. Eduardo Asconape, Av. Alcorta, Av. Francisco Piovano, Hipólito Yrigoyen, Aurora, Julián Álvarez, San Luis, El Tiziano. Hasta El Tiziano y Chubut.
Regreso: El Tiziano, San Luis, Julián Álvarez, Aurora, Hipólito Yrigoyen, Zeballos. Hasta Zeballos y Martínez Melo.

### 501-31: Moreno - Bº Lomas de Casasco
- por Bº Santa Rosa

Ida: Desde Dr. Alberto Vera y Av. Alcorta. Dr. Alberto Vera, Claudio María Joly, Dr. Eduardo Asconape, Av. Alcorta, Av. Francisco Piovano, Hipólito Yrigoyen, Catamarca, 9 de Julio, Catamarca, Cerviño, Av. Miero, Miguel Ángel, Reverendo Padre Ansaldo, López Buchardo, Manuel Obarrio, Av. Monsegur, Reverendo Padre Fahy, San Luis, Sancti Spiritu, San Pablo, Goethe.
Regreso: Guido y Spano, Juan Bautista Ambrosetti, San Pablo, Sancti Spiritu, San Luis, Reverendo Padre Fahy, Av. Monsegur, Manuel Obarrio, López Buchardo, Reverendo Padre Ansaldo, Miguel Ángel, Av. Miero, Cerviño, Catamarca, 9 de Julio, Zeballos. Hasta Zeballos y Martínez Melo.

### 501-32: Moreno - Frigorífico Moreno
- por Pte. Perón

Ida: Desde Dr. Alberto Vera y Av. Alcorta. Dr. Alberto Vera, Emilio Mitre, Av. Pte. Juan Domingo Perón, Diag. del Cañón, Tomás Espora, Fonrouge, Lavoisier, Roberto Koch.
Regreso: Centenario, Diag. del Cañón, Av. Pte. Juan Domingo Perón, Doctor Eduardo Asconapé. Hasta Claudio María Joly.

### 501-33: Moreno - Frigorífico Minguillón
- por Bº Casco Salas

Ida: Desde Dr. Alberto Vera y Av. Alcorta. Dr. Alberto Vera, Claudio María Joly, Mariano y Luciano de la Vega, Emilio Mitre, Gral. Paz.
Regreso: Diag. de Cañón, Centenario, Aristóbulo del Valle, Dr. Asseff. Hasta Dr. Asseff y Claudio María Joly.

### 501-33: Moreno - Bº La Porteña[2]
- por Bº Casco Salas

Ida: Desde Dr. Alberto Vera y Av. Alcorta. Dr. Alberto Vera, Claudio María Joly, Mariano y Luciano de la Vega, Emilio Mitre, Gral. Paz, Diag. de Cañón, Av. de la Rivera. Hasta Av. de la Rivera y Cochabamba.
Regreso: Av. de la Rivera, Diag. de Cañón, Centenario, Aristóbulo del Valle, Dr. Asseff. Hasta Dr. Asseff y Claudio María Joly.

### 501-34: Moreno - Carrefour/Easy
- por Sáenz Peña - Paso del Rey

Ida: Desde Dr. Alberto Vera y Av. Alcorta. Dr. Alberto Vera, Emilio Mitre, Centenario, Sáenz Peña, Cjal. Y. Lettieri, Luján, Cjal. Cándido Torlaschi, Mario Darío Grandi, El Indio, Zoccola, Av. Alcorta, Av. de la Rivera, El Jilguero, Av. Bartolomé Mitre, Eugenia Ottone de Asconape, Soldado Roberto D'Errico, Salvador María del Carril, Morón, José Hernández, Alejandro Graham Bell, Pío XII, Almte. Brown, Callao, Alejandro Graham Bell, Maipú. Hasta Maipú y Martín Lacarra.
Regreso: Maipú, Alejandro Graham Bell, Callao, Almte. Brown, Pío XII, Alejandro Graham Bell, José Hernández, Morón, Salvador María del Carril, Soldado Roberto D'Errico, Salvador María del Carril, Av. Bartolomé Mitre, El Jilguero, Av. Alcorta, Av. de la Rivera, Av. Alcorta, Mario Darío Grandi, Luján, Cjal. Y. Lettieri, Sáenz Peña, Antártida Argentina, Cabildo, Emilio Mitre, Dr. Asseff. Hasta Dr. Asseff y Claudio María Joly.

### 501-36: Moreno - Bº Las Catonas
- por Bº Parque Paso del Rey

Ida: Desde Av. Alcorta y España. Av. Alcorta, Av. Bartolomé Mitre, España, Córdoba, Colectora Sur (Acceso Oeste), Alejandro Graham Bell, Maipú, Almte. Brown, Gral. Manuel Belgrano, Talcahuano, Dr. Ginés de la Quintana, Fray L. Beltrán, Galileo Galilei, José Ingenieros, Juan Vucetich, Esteban Bongiovanni, Jorge Newbery, Int. Emilio Gnecco.
Regreso: Tte. Manuel Félix Origone, José Ingenieros, Galileo Galilei, Fray L. Beltrán, Dr. Ginés de la Quintana, Talcahuano, Gral. Manuel Belgrano, Almte. Brown, Alejandro Graham Bell, Colectora Norte (Acceso Oeste), Av. del Libertador. Hasta Av. del Libertador y Tucumán.

### 501-37: Moreno - Paso del Rey
- por Joly

Ida: Desde Dr. Alberto Vera y Av. Alcorta. Dr. Alberto Vera. Dr. Alberto Vera, Claudio María Joly, Luján, Cjal. Cándido Torlaschi, Mario Darío Grandi, Av. Alcorta.
Regreso: Luján, Claudio María Joly, Centenario, Aristóbulo del Valle, Int. Dr. Asseff. Hasta Dr. Asseff y Claudio María Joly.

### 501-38: Moreno - Bº Cortejarena
- por La Reja

Ida: Desde Av. Bartolomé Mitre e Int. Nemesio Álvarez. Av. Bartolomé Mitre, Paysandú, Av. Francisco Piovano, Alfonsina Storni, Pastorini, Almafuerte, Padre Mariano Calderón, Federico García Lorca, Sófocles, Jerónimo Luis de Cabrera, Eduardo Wilde, Ricardo Palma, Luis de Camoens.
Regreso: Almafuerte, Eduardo Wilde, Jerónimo Luis de Cabrera, Sófocles, Federico García Lorca, Padre Mariano Calderón, Almafuerte, Pastorini, Alfonsina Storni, Av. Francisco Piovano, Martín Fierro, Av. Bartolomé Mitre, Bernardino Rivadavia. Hasta Bernardino Rivadavia y Av. Francisco Piovano.

### 501-40: Moreno - Bº San Enrique
- por Colectora Acceso Oeste

Ida: Desde España y Av. Alcorta. España, Córdoba, Domingo Faustino Sarmiento, Av. Victorica, Colectora Norte (Acceso Oeste), La Rioja, Victorino de la Plaza, Garibaldi, Calderón de la Barca, Gral. Savio, Gustavo Adolfo Bécquer. Hasta Gustavo Adolfo Bécquer y Atahualpa.
Regreso: Gustavo Adolfo Bécquer, Gral. Savio, Calderón de la Barca, Garibaldi, Victorino de la Plaza, La Rioja, Colectora Norte (Acceso Oeste), Belisario Roldán, Colectora Sur (Acceso Oeste), Av. del Libertador. Hasta Av. del Libertador y Tucumán.

### 501-41: Moreno - Bº La Loma
Ida por Colectora Acceso Oeste: Desde España y Av. Alcorta. España, Córdoba, Domingo Faustino Sarmiento, Av. Victorica, Colectora Norte (Acceso Oeste), Enrique Larreta, El Rebenque, El Gorrión, Estados Unidos, Belisario Roldán, Warnes, Florencio Varela.
Regreso por Güemes: Av. Darwin Passaponti, Belisario Roldán, Gral. Martín Miguel de Güemes, Molina Campos, Av. del Libertador. Hasta Av. del Libertador y Tucumán.

### 501-42: Moreno - Cruce Castelar
- por Bº Las Flores

Ida: Desde Av. Alcorta y España. Av. Alcorta, Uruguay, Av. Bartolomé Mitre, España, Córdoba, Av. del Libertador, 2 de Abril, Jorge Newbery, Demóstenes, Sgto. Romero, Federico Lacroze, Av. del Libertador, Giacomo Puccini, Echeverría, Aeronáutica Argentina, Manuel Gálvez, Bernardo Caveri.
Regreso: Av. del Libertador, Cristóbal Colón, Sgto. Romero, Demóstenes, Jorge Newbery, 2 de Abril, Av. del Libertador. Hasta Av. del Libertador hasta Tucumán.

### 501-43: Moreno - Bº El Quijote
- por Ruta 24

Ida: Desde España y Av. Alcorta. España, Av. Bartolomé Mitre, Av. Victorica, Av. Darwin Passaponti, Ruta Provincial 24, Rembrandt. Hasta Rembrandt y La Música.
Regreso: Rembrandt, Ruta Provincial 24, Av. Darwin Passaponti, Av. Victorica, Av. Bartolomé Mitre, Bernardino Rivadavia. Hasta Bernardino Rivadavia y Av. Francisco Piovano.

### 501-44: Moreno - Bº Parque Gaona
- por Bº Sambrizzi

Ida: Desde Av. Bartolomé Mitre y Av. del Libertador. Av. Bartolomé Mitre, Int. Nemesio Álvarez, Bulevar Evita, Av. Int. Pagano, Int. Corvalán, Concordia, Arribeños, Santa Fe, Corrientes, Morón, Pío XII, Alejandro Graham Bell, Callao, Almte. Brown, Int. Corvalán, Alejandro Graham Bell. Hasta Alejandro Graham Bell y Av. del Libertador.
Regreso: Alejandro Graham Bell, Colectora Sur (Acceso Oeste), Almte. Brown, Callao, Alejandro Graham Bell, Pío XII, Morón, Corrientes, Santa Fe, Arribeños, Concordia, Int. Corvalán, Justo Daract, Santos Vega, Av. del Libertador. Hasta Av. del Libertador y Tucumán.

### 501-45: Moreno - Puente Gnecco
- por Sáenz Peña - Paso del Rey - Bº Parque Paso del Rey

Ida: Desde Dr. Alberto Vera y Av. Alcorta. Dr. Alberto Vera, Emilio Mitre, Centenario, Sáenz Peña, Cjal. Y. Lettieri, Luján, Cjal. Cándido Torlaschi, Mario Darío Grandi, El Indio, Zoccola, Av. Alcorta, Av. de la Rivera, El Jilguero, Av. Bartolomé Mitre, Eugenia Ottone de Asconape, Soldado Roberto D'Errico, Salvador María del Carril, Morón, José Hernández, Alejandro Graham Bell, Pío XII, Almte. Brown, Callao, Alejandro Graham Bell, Maipú, Almte. Brown, Maipú, Gral. José María Zapiola, Dean Funes, Int. Emilio Gnecco. Hasta Int. Emilio Gnecco y José Hernández.
Regreso: Int. Emilio Gnecco, Dean Funes, Gral. José María Zapiola, Maipú, Almte. Brown, Maipú, Alejandro Graham Bell, Callao, Almte. Brown, Pío XII, Alejandro Graham Bell, José Hernández, Morón, Salvador María del Carril, Soldado Roberto D'Errico, Salvador María del Carril, Av. Bartolomé Mitre, El Jilguero, Av. Alcorta, Av. de la Rivera, Av. Alcorta, Mario Darío Grandi, Luján, Cjal. Y. Lettieri, Sáenz Peña, Antártida Argentina, Cabildo, Emilio Mitre, Dr. Asseff. Hasta Dr. Asseff y Claudio María Joly.